# ماريو أرافينا
ماريو أرافينا (بالإسبانية: Mario Aravena)‏ هو لاعب كرة قدم تشيلي في مركز الوسط، ولد في 31 يناير 1985 في كوكيمبو في تشيلي. لعب مع نادي كوكيمبو أونيدو ويونيون إسبانيولا.